# 21 września
21 września jest 264. (w latach przestępnych 265.) dniem w kalendarzu gregoriańskim. Do końca roku pozostaje 101 dni.

## Święta
- Imieniny obchodzą: Aleksander, Bernardyna, Bożeciech, Daria, Euzebiusz, Hipolit, Hipolita, Ifigenia, Jonasz, Kastor, Konon, Marek, Mateusz, Maura, Melecjusz, Melisa, Pacyfik i Pamfil.
- Armenia, Belize, Malta – Święto Niepodległości
- Kościół Katolicki – Międzynarodowy Dzień Modlitwy o Pokój (od 2004)
- Kościół Prawosławny – Narodzenie Najświętszej Bogurodzicy (jedno z 12 głównych świąt)
- Międzynarodowe:
  - Międzynarodowy Dzień Pokoju (obchodzone przez ONZ od 1981, na arenie międzynarodowej od 2002 roku)
  - Światowy Dzień Orderu Uśmiechu (obchodzone przez Międzynarodową Kapitułę Orderu od 2003 roku)[1]
  - Światowy Dzień Choroby Alzheimera[2]
- Polska – Dzień Krajowej Administracji Skarbowej (d. Dzień Służby Celnej)
- Wspomnienia i święta w Kościele katolickim[3][4] obchodzą:
  - bł. Marek z Modeny (dominikanin)
  - św. Mateusz Apostoł i Ewangelista

## Wydarzenia w Polsce
- 1609 – II wojna polsko-rosyjska: wojska polskie przekroczyły granicę na rzece Iwara i skierowały się na Smoleńsk.
- 1678 – Wybuchł wielki pożar Skwierzyny.
- 1863 – Powstanie styczniowe: porażka powstańców w bitwie pod Wejwerami.
- 1891 – W stoczni AG Vulcan Stettin zwodowano pancernik SMS „Brandenburg”.
- 1901 – Cesarz Austrii Franciszek Józef I nadał prawa miejskie ponad 670-letniej wsi Jaworzno.
- 1907 – W Kartuzach założono Kaszubskie Towarzystwo Ludoznawcze.
- 1913 – Została poświęcona katedra Niepokalanego Poczęcia Najświętszej Maryi Panny w Siedlcach.
- 1914 – I wojna światowa:
  - Legion Wschodni został rozwiązany z powodu odmowy złożenia przysięgi na wierność cesarzowi Austrii Franciszkowi Józefowi I.
  - Rozpoczęła się I rosyjska okupacja Rzeszowa.
- 1924 – Stefan Żeromski zakończył pracę nad powieścią Przedwiośnie.
- 1928 – Rozpoczął się czterodniowy strajk 10 tysięcy łódzkich włókniarzy.
- 1931 – Państwowe Zakłady Inżynierii zawarły umowę licencyjną z firmą FIAT na produkcję samochodów osobowych i ciężarowych.
- 1938 – Rząd RP wystosował wobec Czechosłowacji ultimatum zawierające żądanie zwrotu części Zaolzia.
- 1939:
  - Agresja ZSRR na Polskę: w trakcie obrony Grodna żołnierka Grażyna Lipińska odbiła z narażeniem życia rozpiętego na sowieckim czołgu kilkunastoletniego Tadeusza Jasińskiego, który skonał na jej rękach.
  - Kampania wrześniowa: z Warszawy ewakuowano drogą radzymińską 178 członków korpusu dyplomatycznego i 1200 cudzoziemców; po całodniowej obronie składów amunicyjnych w Palmirach w Puszczy Kampinoskiej polska załoga rozpoczęła odwrót na Warszawę.
- 1942 – Zakończyła się wielka akcja deportacyjna w getcie warszawskim.
- 1944:
  - 52. dzień powstania warszawskiego: upadek Marymontu.
  - Centralny Komitet Ludowy uznał Polski Komitet Wyzwolenia Narodowego za rząd tymczasowy.
  - Rozpoczęła się bitwa o Komańczę między Armią Czerwoną a Wehrmachtem
- 1945 – Masowiec SS „Kraków” jako pierwszy polski statek po wojnie zawinął do zrujnowanego portu w Gdyni.
- 1946 – Krajowa Rada Narodowa przyjęła uchwałę o planie trzyletnim.
- 1951 – Dokonano oblotu szybowca SZD-8 Jaskółka.
- 1952 – W rozegranym na Stadionie Wojska Polskiego w Warszawie towarzyskim meczu piłkarskim Polska pokonała 3:0 reprezentację NRD, dla której był to pierwszy oficjalny mecz międzypaństwowy.
- 1958 – Bogusław Fornalczyk wygrał 15. Tour dr Pologne.
- 1971 – Rozpoczął się proces członków antykomunistycznej organizacji „Ruch”.
- 1975:
  - Spłonął dom towarowy Centralny Dom Dziecka w Warszawie.
  - Tadeusz Mytnik wygrał 32. edycję wyścigu kolarskiego Tour de Pologne.
- 1978 – Premiera filmu Spirala w reżyserii Krzysztofa Zanussiego.
- 1980 – Po 31-letniej przerwie Polskie Radio przeprowadziło transmisję mszy świętej (Msza Święta Radiowa).
- 1990 – Polska złożyła deklarację o przyjęciu obowiązkowej jurysdykcji Międzynarodowego Trybunału Sprawiedliwości.
- 1997 – Akcja Wyborcza Solidarność wygrała wybory parlamentarne.
- 1998 – Giełda Papierów Wartościowych w Warszawie uruchomiła indeks giełdowy MIDWIG.
- 2002 – W Warszawie otwarto Most Siekierkowski.
- 2004 – Trzęsienie ziemi w Zatoce Gdańskiej o sile 5,0-5,3 stopnia w skali Richtera.
- 2014:
  - Odbył się ostatni seans w kinie „Femina” w Warszawie.
  - W rozegranym w katowickim Spodku meczu finałowym XVIII Mistrzostw Świata w Piłce Siatkowej Mężczyzn Polska pokonała Brazylię 3:1.

## Wydarzenia na świecie

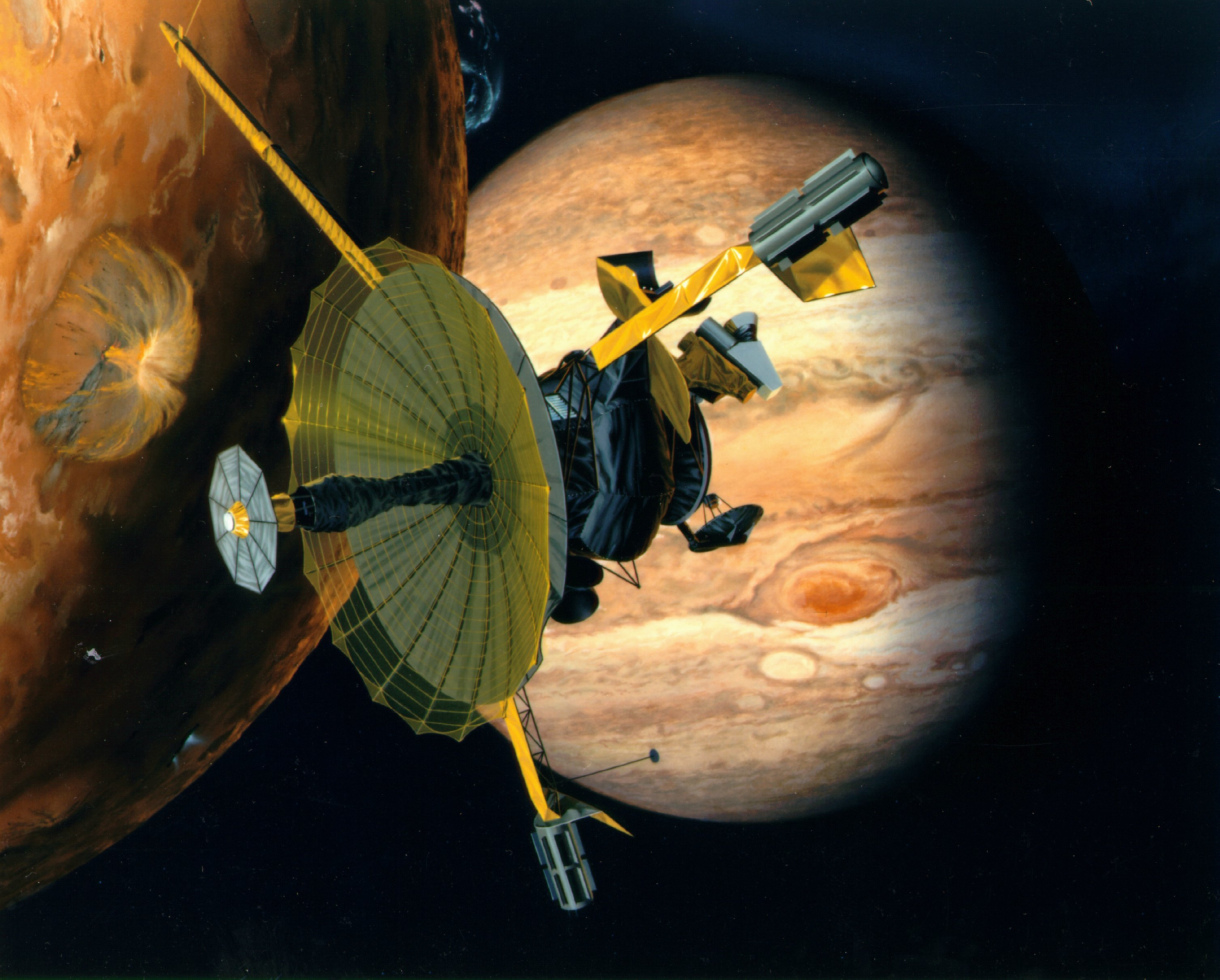
Artystyczna wizja sondy Galileo na tle Io – księżyca Jowisza.

- 37 – Cesarz rzymski Kaligula został ogłoszony przez senat rzymski Ojcem Ojczyzny.
- 454 – Cesarz rzymski Walentynian III zamordował w czasie audiencji Aecjusza Flawiusza.
- 687 – Dokonano wyboru antypapieża Paschalisa.
- 1024 – Żona króla Niemiec Konrada II Salickiego, Gizela Szwabska, została koronowana w Kolonii na królową Niemiec.
- 1217 – Estowie ponieśli klęskę w tzw. bitwie w dniu św. Mateusza z kawalerami mieczowymi.
- 1337 – Wojna szwajcarsko-austriacka: zwycięstwo Szwajcarów w bitwie pod Grynau.
- 1433 – Klęska husytów w bitwie pod Hiltersried (Bawaria).
- 1435 – Wojna stuletnia: podpisano układ w Arras na mocy którego Burgundia zerwała sojusz z Anglią i przeszła na stronę Francji.
- 1457 – Założono Uniwersytet we Fryburgu.
- 1551 – Założono Narodowy Uniwersytet Autonomiczny Meksyku.
- 1591 – Papież Grzegorz XIV zatwierdził zakon kamilianów.
- 1610 – II wojna polsko-rosyjska: w nocy z 20 na 21 września wojska polskie pod wodzą hetmana Stanisława Żółkiewskiego wkroczyły do Moskwy.
- 1676 – Benedetto Odescalchi został wybrany na papieża i przyjął imię Innocenty XI.
- 1721:
  - Car Piotr I Wielki wydał dekret o utworzeniu portu wojskowego w Petersburgu.
  - Poświęcono cerkiew Narodzenia Matki Bożej w Tallinnie.
- 1731 – Topal Osman Pasza został wielkim wezyrem tureckim.
- 1745 – II powstanie jakobickie: zwycięstwo powstańców jakobińskich nad wojskami rządowymi w bitwie pod Prestonpans.
- 1765 – Barnaba Chiaramonti (przyszły papież Pius VII) przyjął święcenia kapłańskie.
- 1769 – Papież Klemens XIV ogłosił encykliki: Decet quam maxime (o korupcji wśród kleru) i Inter multiplices (o administrowaniu parafii).
- 1776 – W amerykańskim stanie Delaware wprowadzono konstytucyjny zakaz niewolnictwa.
- 1780 – Wojna o niepodległość Stanów Zjednoczonych: zdrajca Benedict Arnold przekazał Brytyjczykom mapę West Point.
- 1792 – Ludwik XVI został formalnie zdetronizowany przez francuski Konwent Narodowy; proklamowano I Republikę Francuską.
- 1794 – I koalicja antyfrancuska: zwycięstwo wojsk francuskich nad austriacko-sardyńskimi w I bitwie pod Dego.
- 1810 – Założono Uniwersytet Andyjski w wenezuelskiej Méridzie.
- 1818:
  - Brytyjczycy zlikwidowali Imperium Marathów w Indiach.
  - Założono pierwszą niemiecką osadę na południowym Kaukazie.
- 1839 – José Francisco Zelaya y Ayes został prezydentem Hondurasu.
- 1846 – Wojna amerykańsko-meksykańska: rozpoczęła się bitwa pod Monterrey.
- 1848 – Ernst von Pfuel został premierem Prus.
- 1849 – Cesarz Haiti Faustyn I ustanowił order Legii Honorowej.
- 1860 – II wojna opiumowa: klęska wojsk chińskich w bitwie na moście Baliqiao na przedmieściach Pekinu.
- 1869:
  - Następca tronu Monako Albert Grimaldi poślubił brytyjską arystokratkę Marię Hamilton.
  - Spłonął pierwszy gmach Semperoper w Dreźnie.
- 1887 – Austriacki astronom Johann Palisa odkrył planetoidę (269) Justitia.
- 1894 – Założono niemiecki klub sportowy VfL Oldenburg.
- 1898 – W wyniku zamachu stanu został obalony cesarz Chin Guangxu.
- 1899 – Założono niemiecki klub piłkarski Stuttgarter Kickers.
- 1901 – Włoski astronom Luigi Carnera odkrył planetoidę (478) Tergeste.
- 1902 – W czeskim Pilźnie zainaugurował działalność Teatr Josefa Kajetána Tyla.
- 1903 – Całkowite zaćmienie słońca widoczne nad Oceanem Południowym i Antarktydą.
- 1906 – Na Broadwayu w Nowym Jorku zainaugurował działalność nieistniejący już Astor Theatre.
- 1908 – Założono luksemburski klub piłkarski Young Boys Diekirch.
- 1909 – Niemiecki astronom August Kopff odkrył planetoidę (693) Zerbinetta.
- 1910 – Założono austriacki klub piłkarski Wiener AF.
- 1912 – Założono argentyński klub piłkarski Estudiantes Río Cuarto.
- 1914 – Zwodowano portugalski niszczyciel NRP „Guadiana“.
- 1918 – I wojna światowa: wojska brytyjskie rozgromiły Turków w bitwie pod Megiddo.
- 1920:
  - Irlandzka wojna o niepodległość: w odwecie za zabicie przez IRA dwóch brytyjskich policjantów, paramilitarna organizacja Black and Tans przeprowadziła rajd na miasto Balbriggan pod Dublinem, zabijając 2 osoby oraz paląc i plądrując ponad 50 domów i firm.
  - Paul Deschanel ze względów zdrowotnych ustąpił ze stanowiska prezydenta Francji.
  - Wojna polsko-bolszewicka: rozpoczęły się rokowania pokojowe w Rydze.
  - Założono Komunistyczną Partię Urugwaju.
- 1921 – W niemieckim Oppau (obecnie przedmieścia Ludwigshafen am Rhein) doszło do eksplozji w fabryce koncernu chemicznego BASF, w wyniku czego zginęło 561 osób, a ponad 2000 zostało rannych.
- 1924:
  - We Włoszech otwarto Autostradę Jezior.
  - Założono sekcję rugby klubu FC Barcelona.
- 1931 – Funt szterling został wycofany z systemu waluty złotej.
- 1933 – W Berlinie rozpoczął się proces oskarżonych o podpalenie Reichstagu.
- 1934 – W wyniku uderzenia tajfunu Muroto na japońskie wyspy Sikoku i Honsiu zginęło 3066 osób, a 13 184 zostały ranne.
- 1937:
  - W Pradze odbył się pogrzeb pierwszego prezydenta Czechosłowacji Tomáša Masaryka.
  - Została wydana powieść J.R.R. Tolkiena Hobbit, czyli tam i z powrotem.
- 1938 – Od 682 do 800 osób zginęło w wyniku najpotężniejszego w historii uderzenia huraganu na region Nowej Anglii w USA.
- 1939:
  - Abdallah Beyhum został premierem Libanu pod mandatem francuskim.
  - Premier Rumunii Armand Călinescu został zastrzelony w Bukareszcie przez zamachowca z faszystowskiej Żelaznej Gwardii.
  - Rząd Luksemburga, chroniąc neutralność kraju, zamknął anglojęzyczne Radio Luxembourg.
- 1941 – Dokonano oblotu amerykańskiego bombowca Boeing B-29 Superfortress.
- 1943 – Biszara al-Churi został wybrany przez parlament na urząd prezydenta Libanu pod mandatem francuskim.
- 1944:
  - Front wschodni: została stoczona bitwa nad jeziorem Porkuni między Estończykami służącymi w Waffen SS i organizacjach niepodległościowych, a estońskimi czerwonoarmistami.
  - Front zachodni: w ramach operacji „Market Garden” 1. Samodzielna Brygada Spadochronowa pod dowództwem gen. Stanisława Sosabowskiego przeprowadziła desant w holenderskiej miejscowości Driel.
  - Kampania włoska: wojska alianckie zdobyły Rimini.
  - Wojna na Pacyfiku: japoński statek „Hōfuku Maru”, przewożący 1289 alianckich jeńców wojennych, został zatopiony na Morzu Południowochińskim przez amerykańskie lotnictwo. Zginęło 1047 jeńców.
- 1949 – Została powołana Ludowa Polityczna Konferencja Konsultatywna Chin, pełniąca po proklamacji 1 października ChRL rolę parlamentu, a obecnie instytucji doradczej.
- 1950 – Amerykański Bell 47 jako pierwszy śmigłowiec przeleciał nad Alpami.
- 1956 – W mieście León został postrzelony nikaraguański dyktator Anastasio Somoza García. W wyniku odniesionych obrażeń zmarł 29 września.
- 1957:
  - Olaf V został królem Norwegii.
  - W pobliżu Azorów zatonął niemiecki żaglowiec „Pamir”, w wyniku czego zginęło 80 spośród 86 członków załogi.
- 1960 – W klinice w Portlandzie w stanie Oregon dr Albert Starr przeprowadził pierwszą w historii udaną operację wszczepienia sztucznej zastawki serca.
- 1961 – Dokonano oblotu śmigłowca wielozadaniowego Boeing CH-47 Chinook.
- 1962 – Po 48 latach pobytu na emigracji rosyjski kompozytor i dyrygent Igor Strawiński przyleciał na zaproszenie Związku Kompozytorów Radzieckich do Moskwy.
- 1964 – Malta uzyskała niepodległość (od Wielkiej Brytanii).
- 1965 – Gambia, Malediwy i Singapur zostały członkami ONZ.
- 1969 – Podczas podchodzenia do lądowania w mieście Meksyk rozbił się lecący z Chicago Boeing 727 linii Mexicana, w wyniku czego zginęło 27 spośród 118 osób na pokładzie.
- 1970:
  - Hybrydowy balon Free Life (na ogrzane powietrze i hel) rozbił się podczas sztormu na wschód od Nowej Fundlandii podczas próby pierwszego przelotu tego typu statkiem powietrznym nad Atlantykiem, w wyniku czego zginął brytyjski pilot i amerykańskie małżeństwo.
  - Premiera dwuczęściowego radzieckiego filmu Zbrodnia i kara w reżyserii Lwa Kulidżanowa.
- 1971:
  - Bahrajn, Bhutan i Katar zostały członkami ONZ.
  - Utworzono najstarszy estoński Park Narodowy Vilsandi.
- 1972 – Prezydent Filipin Ferdinand Marcos wprowadził w kraju stan wojenny, który obowiązywał przez 9 lat.
- 1975 – Premiera amerykańskiego filmu Pieskie popołudnie w reżyserii Sidneya Lumeta.
- 1976:
  - Chilijski opozycyjny polityk i dyplomata Orlando Letelier został zabity w Waszyngtonie przez agentów dyktatora Augusto Pinocheta.
  - Seszele zostały członkiem ONZ.
- 1978 – Uchwalono nową konstytucję Nigerii.
- 1980:
  - Admirał Bülent Ulusu został premierem Turcji.
  - W Porcie lotniczym Atlanta – Hartsfield-Jackson otwarto największy na świecie terminal pasażerski.
- 1981 – Belize (jako Honduras Brytyjski) uzyskało niepodległość (od Wielkiej Brytanii).
- 1982 – Po raz pierwszy obchodzono Międzynarodowy Dzień Pokoju.
- 1984 – Brunei zostało członkiem ONZ.
- 1988 – Saw Maung został premierem Birmy.
- 1991 – Obywatele Armenii zdecydowali w referendum o odłączeniu się od ZSRR.
- 1992 – Meksyk i Stolica Apostolska wznowiły zerwane w 1867 roku stosunki dyplomatyczne.
- 1993:
  - Abchascy separatyści zestrzelili gruziński samolot pasażerski Tu-134 z 27 osobami na pokładzie.
  - Kryzys konstytucyjny w Rosji: prezydent Borys Jelcyn rozwiązał Radę Najwyższą, a ta w odwecie podjęła próbę odwołania go ze stanowiska.
  - Ukazał się trzeci i ostatni studyjny album amerykańskiej grupy Nirvana – In Utero.
- 1995 – W świątyniach hinduistycznych na całym świecie figury bóstw pochłaniały ofiarowywane im mleko (tzw. „cud mleka”).
- 1998 – Królowa Hiszpanii Zofia i żona prezydenta RP Jolanta Kwaśniewska odsłoniły popiersie Fryderyka Chopina, upamiętniające pobyt kompozytora w Valldemossa na Majorce.
- 1999 – 2415 osób zginęło, 29 zaginęło, a ponad 11 tys. zostało rannych w trzęsieniu ziemi na Tajwanie.
- 2001:
  - Odbył się koncert charytatywny America: A Tribute to Heroes, poświęcony pamięci ofiar zamachów z 11 września.
  - W wyniku eksplozji w zakładach chemicznych w Tuluzie we Francji zginęło 30 osób, a ponad 2200 zostało rannych.
- 2004:
  - W Dubaju rozpoczęto budowę wieżowca Burdż Chalifa.
  - W obwodzie królewieckim miało miejsce trzęsienie ziemi, które było odczuwalne także w Polsce, Czechach, na Litwie, na Białorusi i w Rumunii.
- 2009:
  - 11 osób zginęło w trzęsieniu ziemi w Bhutanie.
  - 8 żołnierzy filipińskich zginęło w ataku islamskich rebeliantów na wyspie Jolo.
  - Obalony i wypędzony z Hondurasu były prezydent Manuel Zelaya potajemnie wrócił do stolicy kraju Tegucigalpy, gdzie schronił się w ambasadzie Brazylii.
- 2011 – Po 31 latach działalności rozwiązała się amerykańska grupa rockowa R.E.M.
- 2013 – W stolicy Kenii Nairobi somalijscy terroryści z ugrupowania Asz-Szabab wdarli się do centrum handlowego Westgate Mall, gdzie wzięli zakładników. Kryzys trwał do 24 września, kiedy obiekt został odbity przez siły bezpieczeństwa. Zginęło łącznie 71 osób, a 175 zostało rannych.
- 2014 – Papież Franciszek przybył z 11-godzinną wizytą do Tirany.
- 2015 – Kilkanaście osób zginęło w stolicy Somalii Mogadiszu w wyniku wybuchu samochodu pułapki w dzielnicy rządowej. Wśród ofiar był między innymi posiadający polskie obywatelstwo Abdulcadir Gabeire Farah, prezes Fundacji dla Somalii[5].
- 2018 – Po śmierci prezydenta Wietnamu Trần Đại Quanga p.o. prezydenta została wiceprezydent Đặng Thị Ngọc Thịnh.

## Eksploracja kosmosu
- 1968 – Radziecka sonda Zond 5 powróciła na Ziemię po okrążeniu Księżyca.
- 1974 – Amerykańska sonda Mariner 10 wykonała drugi przelot obok Merkurego.
- 2003 – Amerykańska sonda kosmiczna Galileo spłonęła w atmosferze Jowisza.

## Urodzili się
- 1051 – Berta Sabaudzka, niemiecka królowa i cesarzowa (zm. 1087)
- 1371 – Fryderyk I, burgrabia Norymbergi, margrabia-elektor Brandenburgii (zm. 1440)
- 1407 – Leonello d’Este, senior Ferrary i Modeny (zm. 1450)
- 1411 – Ryszard Plantagenet, książę Yorku (zm. 1460)
- 1415 – Fryderyk III Habsburg, cesarz rzymsko-niemiecki (zm. 1493)
- 1428 – Jingtai, cesarz Chin (zm. 1457)
- 1452 – Girolamo Savonarola, włoski kaznodzieja, florencki reformator, działacz religijny (zm. 1498)
- 1457 – Jadwiga Jagiellonka, królewna polska, księżniczka litewska, księżna bawarska (zm. 1502)
- 1477 – Matthäus Zell, niemiecki teolog luterański (zm. 1548)
- 1559 – Cigoli, włoski malarz (zm. 1613)
- 1562 – Wincenty I Gonzaga, książę Mantui i Montferratu (zm. 1612)
- 1571 – Alfons z Navarrete, hiszpański dominikanin, męczennik, błogosławiony (zm. 1617)
- 1622 – Stanisław Solski, polski jezuita, architekt, matematyk (zm. 1701)
- 1638 – Philippe de Courcillon, francuski markiz, wojskowy, dyplomata, pamiętnikarz, poeta, wielki mistrz Połączonych Zakonów św. Łazarza z Jerozolimy i Najświętszej Marii Panny z Góry Karmel (zm. 1720)
- 1640 – Filip I Burbon-Orleański, książę Orleanu (zm. 1701)
- 1645 – Louis Jolliet, francuski podróżnik, odkrywca (zm. 1700)
- 1689 – Jan Klemens Branicki, wojewoda krakowski, hetman wielki koronny (zm. 1771)
- 1705 – (data chrztu) Dick Turpin, angielski zbójnik (zm. 1739)
- 1708 – Antioch Kantemir, rosyjski poeta, dyplomata pochodzenia mołdawskiego (zm. 1744)
- 1722 – Gizela Agnieszka, księżniczka Anhalt-Köthen, księżna Anhalt-Dessau (zm. 1751)
- 1726 – Jovan Rajić, serbski pisarz, historyk, pedagog (zm. 1801)
- 1727 – Francesco Bartolozzi, włoski grawer (zm. 1815)
- 1732 – Franciszek Wielopolski, polski ziemianin, polityk, prezydent Krakowa, marszałek nadworny koronny (zm. 1809)
- 1737 – Francis Hopkinson, amerykański polityk (zm. 1791)
- 1739 – Maria Franciszka Dorota, infantka portugalska (zm. 1771)
- 1755 – Charles Pictet de Rochemont, szwajcarski agronom, polityk, dyplomata (zm. 1824)
- 1756 – (lub 23 września) John Loudon McAdam, szkocki inżynier, wynalazca (zm. 1836)
- 1757 – James Jackson, amerykański polityk, senator (zm. 1806)
- 1760 – Roman von Anrep, rosyjski generał (zm. 1807)
- 1766 – Maurice-Marie-Matthieu Garrigou, francuski duchowny katolicki, Sługa Boży (zm. 1852)
- 1769 – Leonard Duphot, francuski generał (zm. 1797)
- 1778 – Carl Ludwig Koch, niemiecki przyrodnik (zm. 1857)
- 1780 – Bror Cederström, szwedzki baron, generał (zm. 1877)
- 1784:
  - Carl Thomas Mozart, austriacki pianista (zm. 1858)
  - Joaquina Téllez-Girón y Pimentel, hiszpańska arystokratka (zm. 1851)
- 1788 – Margaret Taylor, amerykańska pierwsza dama (zm. 1852)
- 1791 – István Széchenyi, węgierski arystokrata, polityk, pisarz, przedsiębiorca (zm. 1860)
- 1792 – Johann Peter Eckermann, niemiecki poeta, prozaik (zm. 1854)
- 1799 – Carl Heinrich Studt, niemiecki architekt (zm. 1889)
- 1801 – Moritz Hermann Jacobi, rosyjski elektromechanik, fizyk pochodzenia niemiecko-żydowskiego (zm. 1874)
- 1803 – Jan Kanty Wołowski, polski prawnik, wykładowca akademicki, urzędnik pochodzenia żydowskiego (zm. 1864)
- 1807 – Joanna Ostaszewska, polska szlachcianka, posiadaczka ziemska (zm. 1849)
- 1817 – Maria Merkert, niemiecka zakonnica, założycielka Zgromadzenia Sióstr św. Elżbiety, błogosławiona (zm. 1872)
- 1818 – Piotr Néron, francuski misjonarz, męczennik, święty (zm. 1860)
- 1819 – Ludwika Burbon, księżna i regentka Parmy (zm. 1864)
- 1827:
  - Engelbert Kolland, austriacki franciszkanin, misjonarz, męczennik, błogosławiony (zm. 1860)
  - Konstanty Romanow, wielki książę Rosji, generał, namiestnik i prezes Rady Stanu Królestwa Kongresowego (zm. 1892)
- 1829:
  - Adam Pajgert, polski poeta, tłumacz (zm. 1872)
  - Auguste Toulmouche, francuski malarz (zm. 1890)
- 1837 – Piotr Lesgaft, rosyjski lekarz, chirurg, anatom, pedagog (zm. 1909)
- 1840 – Murad V, sułtan Imperium Osmańskiego (zm. 1904)
- 1842:
  - Abdülhamid II, sułtan Imperium Osmańskiego (zm. 1918)
  - Louis-Charles Malassez, francuski lekarz, biolog (zm. 1909)
- 1843 – John Wordsworth, brytyjski duchowny anglikański, biskup Salisbury (zm. 1911)
- 1845 – Ernest August, następca tronu Hanoweru, książę Cumberland i Teviotdale, hrabia Armagh (zm. 1923)
- 1848 – Maria Izabela Orleańska, infantka hiszpańska, hrabina Paryża (zm. 1919)
- 1849:
  - Edmund Gosse, brytyjski poeta (zm. 1928)
  - Max Runge, niemiecki ginekolog (zm. 1909)
- 1850:
  - Grzegorz VII, grecki duchowny prawosławny, patriarcha Konstantynopola (zm. 1924)
  - Jan Hanuš Sitt, czeski skrzypek, kompozytor, dyrygent, pedagog (zm. 1922)
  - William M. Treloar, amerykański polityk (zm. 1935)
- 1853:
  - Heike Kamerlingh-Onnes, holenderski fizyk, laureat Nagrody Nobla (zm. 1926)
  - Edmund Blair Leighton, brytyjski malarz (zm. 1922)
- 1862 – Leonid Blumenau, rosyjski neurolog, neuroanatom, wykładowca akademicki, poeta (zm. 1931)
- 1866:
  - Charles Nicolle, francuski bakteriolog, laureat Nagrody Nobla (zm. 1936)
  - Wiktor Staniewicz, polski matematyk, wykładowca akademicki (zm. 1932)
  - Herbert George Wells, brytyjski pisarz science fiction (zm. 1946)
- 1867 – Henry Stimson, amerykański prawnik, polityk (zm. 1950)
- 1868 – Olga Knipper, rosyjska aktorka (zm. 1959)
- 1869:
  - Carlo Airoldi, włoski robotnik, biegacz długodystansowy (zm. 1929)
  - Konrad Gburkowski, polski duchowny katolicki, filomata pomorski (zm. 1927)
- 1870:
  - Mateo Múgica y Urrestarazu, hiszpański duchowny katolicki, biskup Vitorii narodowości baskijskiej (zm. 1968)
  - Sascha Schneider, niemiecki malarz (zm. 1927)
  - Armin Tschermak, austriacki fizjolog, wykładowca akademicki (zm. 1952)
- 1871 – Melecjusz IV Metaksakis, grecki duchowny prawosławny, patriarcha Konstantynopola i Aleksandrii (zm. 1935)
- 1872:
  - Edward Okuń, polski malarz, ilustrator (zm. 1945)
  - Maurycy Urstein, polski psychiatra, neurolog pochodzenia żydowskiego (zm. 1940)
  - Henry Wilde, brytyjski marynarz (zm. 1912)
- 1874:
  - Shunsō Hishida, japoński malarz (zm. 1911)
  - Gustav Holst, brytyjski kompozytor, puzonista, pedagog (zm. 1934)
- 1876 – Julio González, hiszpański malarz, rzeźbiarz (zm. 1942)
- 1878 – Clara Westhoff, niemiecka rzeźbiarka (zm. 1954)
- 1882 – Eliasz od Pomocy NMP Nieves Castillo, meksykański augustianin, męczennik, błogosławiony (zm. 1928)
- 1883 – Józef Czempiel, polski duchowny katolicki, męczennik, błogosławiony (zm. 1942)
- 1886 – Bolesław Kropaczek, polski geolog (zm. 1914)
- 1888 – Jerzy Mieczysław Rupniewski, polski malarz (zm. 1950)
- 1889 – Stanisław Nowakowski, polski dziennikarz, działacz społeczny (zm. 1942)
- 1890:
  - Antal Mally, węgierski piłkarz, trener (zm. 1958)
  - Michał Wyszyński, polski duchowny katolicki, profesor prawa kanonicznego i teologii (zm. 1972)
- 1891 – Kazimierz Suski de Rostwo, polski podpułkownik kawalerii, jeździec sportowy (zm. 1974)
- 1894:
  - Tichon Chwiesin, radziecki dowódca wojskowy, polityk (zm. 1938)
  - Tadeusz Fabiański, polski legionista, dziennikarz (zm. 1972)
  - Harry Liversedge, amerykański lekkoatleta, kulomiot, generał brygadier (zm. 1951)
  - Siergiej Łukin, radziecki polityk (zm. 1948)
  - Werner Preuss, niemiecki pilot wojskowy, as myśliwski (zm. 1919)
- 1895:
  - Juan de la Cierva, hiszpański konstruktor lotniczy, pilot (zm. 1936)
  - Tadeusz Danilewicz, polski major, członek NOW i NSZ, komendant główny NZW (zm. 1972)
  - Edmund Mikulaszek, polski mikrobiolog, wykładowca akademicki (zm. 1978)
- 1896:
  - Konstantin Blinkow, rosyjski piłkarz, trener (zm. 1947)
  - Walter Breuning, amerykański superstulatek (zm. 2011)
- 1897:
  - Zajnietdin Achmietzianow, radziecki kapral (zm. 1990)
  - Mario Lertora, włoski gimnastyk (zm. 1939)
- 1898:
  - Eugène Dabit, francuski pisarz (zm. 1936)
  - Wilhelm Heerde, niemiecki rzeźbiarz, polityk nazistowski (zm. 1991)
  - Asen Kantardżiew, bułgarski oficer rezerwy, naukowiec, wykładowca akademicki, publicysta, polityk, działacz nacjonalistyczny, emigrant (zm. 1981)
  - Andriej Miszczenko, radziecki generał major (zm. 1952)
  - Edgar Schlotz, niemiecki pilot wojskowy, as myśliwski (zm. 1918)
- 1899:
  - Nikołaj Annienkow, rosyjski aktor, pedagog (zm. 1999)
  - Esna Boyd, australijska tenisistka (zm. 1966)
  - Maurice Delvart, francuski lekkoatleta, sprinter (zm. 1986)
  - Juliusz Paweł Schauder, polski matematyk, wykładowca akademicki pochodzenia żydowskiego (zm. 1943)
- 1900:
  - Sarkis Martirosjan, radziecki generał-lejtnant (zm. 1984)
  - Pawieł Mironow, radziecki generał-lejtnant (zm. 1969)
- 1901:
  - Antonio Dino Galvão, brazylijski piłkarz (zm. 1993)
  - Clarence Houser, amerykański lekkoatleta, dyskobol i kulomiot (zm. 1994)
  - Jerzy Lanc, polski pedagog, działacz społeczny (zm. 1932)
  - Pawieł Własow, radziecki przemysłowiec (zm. 1987)
- 1902:
  - Marie Čermínová, czeska malarka awangardowa (zm. 1980)
  - Luis Cernuda, hiszpański poeta, krytyk literacki (zm. 1963)
  - Edward Evans-Pritchard, brytyjski antropolog kulturowy (zm. 1973)
  - Ilmari Salminen, fiński lekkoatleta, długodystansowiec (zm. 1986)
  - Tomasz Zan, polski major, żołnierz AK (zm. 1989)
- 1903:
  - Nikołaj Oleszew, radziecki generał porucznik (zm. 1970)
  - Preston Tucker, amerykański przedsiębiorca, konstruktor samochodów (zm. 1956)
- 1904:
  - Hans Hartung, niemiecko-francuski malarz, grafik (zm. 1989)
  - Stefan Maria Kuczyński, polski historyk, mediewista, pisarz (zm. 1985)
  - Franz Stock, niemiecki duchowny katolicki, Sługa Boży (zm. 1948)
  - Gjergj Volaj, albański duchowny katolicki, biskup Sapy (zm. 1947)
- 1906 – Józef Kapica, polski porucznik, emigracyjny polityk i działacz oświatowy (zm. 2002)
- 1907:
  - Edward Bullard, brytyjski geofizyk, wykładowca akademicki (zm. 1980)
  - Eugen Mack, szwajcarski gimnastyk (zm. 1978)
- 1908:
  - Zygmunt Heljasz, polski lekkoatleta, kulomiot i dyskobol (zm. 1963)
  - Celina Eugenia Iwanowska, polska harcerka, członkini SZP-ZWZ (zm. 1940)
  - Tadeusz Henryk Nowak, polski dziennikarz, felietonista, satyryk (zm. 1983)
  - George Simpson, amerykański lekkoatleta, sprinter (zm. 1961)
  - Charles Upham, nowozelandzki kapitan piechoty (zm. 1994)
- 1909:
  - Milovan Jakšić, jugosłowiański piłkarz, bramkarz (zm. 1953)
  - Peeter Karu, estoński strzelec sportowy (zm. 1942)
  - Dzmitryj Kasmowicz, białoruski oficer, emigracyjny publicysta, pisarz i działacz narodowy i antykomunistyczny (zm. 1991)
  - Joseph Kirsner, amerykański gastroenterolog pochodzenia żydowskiego (zm. 2012)
  - Kwame Nkrumah, ghański polityk, premier i prezydent Ghany (zm. 1972)
- 1910:
  - Edward Graliński, polski polityk, poseł na Sejm PRL (zm. 1989)
  - Umberto Mastroianni, włoski rzeźbiarz (zm. 1998)
  - Zdzisław Rajchel, polski podporucznik rezerwy uzbrojenia, urzędnik (zm. 1940)
  - Józef Sarna, polski porucznik rezerwy piechoty (zm. 1939)
- 1911:
  - Clair Engle, amerykański polityk, senator (zm. 1964)
  - Afferbeck Lauder, australijski pisarz, grafik (zm. 1998)
- 1912:
  - István Balogh, węgierski piłkarz, trener (zm. 1992)
  - Chuck Jones, amerykański reżyser filmów animowanych (zm. 2002)
  - György Sándor, amerykański pianista, pedagog pochodzenia węgierskiego (zm. 2005)
- 1913 – Georges Aeby, szwajcarski piłkarz (zm. 1999)
- 1914:
  - John Kluge, amerykański potentat mediowy pochodzenia niemieckiego (zm. 2010)
  - Karel Kolský, czeski piłkarz, trener (zm. 1984)
  - Akira Matsunaga, japoński piłkarz, żołnierz (zm. 1943)
  - Slam Stewart, amerykański basista jazzowy (zm. 1987)
  - Wacław Zadroziński, polski aktor, konferansjer (zm. 1979)
- 1915 – Fritz Seel, niemiecki chemik, wykładowca akademicki (zm. 1987)
- 1916:
  - Tadeusz Błaszkiewicz, polski duchowny katolicki, biskup pomocniczy przemyski (zm. 1993)
  - Françoise Giroud, francuska pisarka, scenarzystka filmowa, polityk (zm. 2003)
  - Bernard Jaruszewski, polski kleryk katolicki, Sługa Boży (zm. 1945)
  - Władysław Kościelniak, polski malarz, grafik, rysownik, plakacista, felietonista (zm. 2015)
- 1917:
  - Alfonso Calabrese, włoski franciszkanin, Kustosz Ziemi Świętej (zm. 1974)
  - Henryk Jackowski, polski pułkownik, żołnierz AK (zm. 2013)
- 1918:
  - Rand Brooks, amerykański aktor (zm. 2003)
  - Stanisław Hencel, polski porucznik saperów, żołnierz AK, cichociemny (zm. 1942)
  - Fiodar Jankouski, białoruski dowódca partyzancki, językoznawca (zm. 1984)
  - Dmitrij Miedwiediew, radziecki generał porucznik lotnictwa (zm. 1992)
- 1919:
  - Mario Bunge, argentyński fizyk teoretyk, filozof (zm. 2020)
  - Fazlur Rahman, pakistański filozof (zm. 1988)
  - Mieczysław Szczepański, polski kapitan artylerii, żołnierz AK, cichociemny (zm. 1945)
- 1920:
  - Jerzy Lorens, polski polityk, prezydent i wojewoda miejski Łodzi, poseł na Sejm PRL (zm. 2014)
  - Kenneth McAlpine, brytyjski kierowca wyścigowy (zm. 2023)
  - Roman Paszkowski, polski dziennikarz sportowy (zm. 2008)
- 1921:
  - Guido Bernardi, włoski kolarz torowy i szosowy (zm. 2002)
  - Chico Hamilton, amerykański perkusista jazzowy (zm. 2013)
  - Jan Kusiewicz, polski śpiewak operowy (tenor) (zm. 2015)
- 1922 – Władysław Rudno-Rudziński, polski ginekolog, żołnierz AK, uczestnik powstania warszawskiego (zm. 2013)
- 1923:
  - Horst Buhtz, niemiecki piłkarz, trener (zm. 2015)
  - John Vane, brytyjski arystokrata (zm. 2016)
- 1924:
  - Hermann Buhl, austriacki wspinacz (zm. 1957)
  - Włodzimierz Janiurek, polski polityk, dyplomata (zm. 2011)
  - Gail Russell, amerykańska aktorka (zm. 1961)
- 1925:
  - Zbigniew Niewczas, polski aktor (zm. 1997)
  - Iosif Sîrbu, rumuński strzelec sportowy (zm. 1964)
- 1926:
  - Donald Arthur Glaser, amerykański fizyk, laureat Nagrody Nobla (zm. 2013)
  - Leszek Grodecki, polski siatkarz (zm. 2015)
  - Jerzy Ostoja-Koźniewski, polski działacz emigracyjny, polityk (zm. 2014)
- 1927:
  - Lidia Wyrobiec-Bank, polska aktorka (zm. 1994)
  - Abraham Than, birmański duchowny katolicki, biskup Kengtung (zm. 2025)
- 1928:
  - Jerzy Borucki, polski geolog, geochemik (zm. 2008)
  - Hubert Kusz, polski piłkarz (zm. 2017)
- 1929:
  - Iosif Aleszkowski, rosyjski pisarz, dysydent (zm. 2022)
  - Héctor Alterio, argentyński aktor
  - Jerzy Bukowski, polski samorządowiec, prezydent Olsztyna (zm. 2002)
  - Włodzimierz Durajski, polski działacz turystyczny (zm. 1989)
  - Sándor Kocsis, węgierski piłkarz (zm. 1979)
  - Bernard Williams, brytyjski filozof (zm. 2003)
- 1930:
  - Siergiej Popow, rosyjski lekkoatleta, maratończyk (zm. 1995)
  - Grzegorz Sroka, polski franciszkanin, zielarz (zm. 2006)
- 1931:
  - Larry Hagman, amerykański aktor (zm. 2012)
  - Oscar Lipscomb, amerykański duchowny katolicki, arcybiskup metropolita Mobile (zm. 2020)
  - Syukuro Manabe, japoński fizyk, klimatolog, meteorolog, laureat Nagrody Nobla
  - Paulias Matane, papuaski polityk, gubernator generalny Papui-Nowej Gwinei (zm. 2021)
  - Müzahir Sille, turecki zapaśnik (zm. 2016)
  - Ivan Toplak, serbski piłkarz, trener (zm. 2021)
- 1932:
  - Shirley Conran, brytyjska pisarka (zm. 2024)
  - Mickey Kuhn, amerykański aktor (zm. 2022)
  - Melvin R. Novick, amerykański statystyk (zm. 1986)
- 1933:
  - Christian Bourgois, francuski wydawca (zm. 2007)
  - Anatolij Krutikow, rosyjski piłkarz (zm. 2019)
- 1934:
  - Leonard Cohen, kanadyjski bard, piosenkarz, poeta, prozaik pochodzenia żydowskiego (zm. 2016)
  - Henryk Czech, polski piłkarz (zm. 1994)
  - María Rubio, meksykańska aktorka (zm. 2018)
  - David J. Thouless, brytyjski fizyk, laureat Nagrody Nobla (zm. 2019)
- 1935:
  - Santos Abril y Castelló, hiszpański kardynał
  - Jimmy Armfield, angielski piłkarz, trener (zm. 2018)
  - Henry Gibson, amerykański aktor (zm. 2009)
- 1936:
  - Burr DeBenning, amerykański aktor (zm. 2003)
  - Mieczysław Lewandowski, polski operator filmowy
  - Jurij Łużkow, rosyjski polityk, mer Moskwy (zm. 2019)
  - Bogumił Pasternak, polski dziennikarz radiowy, kompozytor (zm. 1999)
- 1937:
  - Amparo Baró, hiszpańska aktorka (zm. 2015)
  - Denis Browne, nowozelandzki duchowny katolicki, biskup Rarotonga, Hamilton i Auckland (zm. 2024)
  - Michel Stievenard, francuski piłkarz
- 1938:
  - Nicolás Cotugno, włoski duchowny katolicki, arcybiskup Montevideo
  - Macram Max Gassis, sudański duchowny katolicki, biskup Al-Ubajjid (zm. 2023)
  - Doug Moe, amerykański koszykarz, trener
  - Marek Moszyński, polski fizyk, inżynier, wykładowca akademicki (zm. 2022)
  - Lino Spiteri, maltański polityk, pisarz (zm. 2014)
- 1939:
  - Andrzej Bujakiewicz, polski dyrygent, pedagog (zm. 2022)
  - Andrzej Fonfara, polski hokeista (zm. 2017)
  - Jorge Mas Canosa, kubański działacz antykomunistyczny i emigracyjny (zm. 1997)
  - Basil Schott, amerykański duchowny greckokatolicki, arcybiskup metropolita Pittsburgha (zm. 2010)
  - Vladimír Weiss, słowacki piłkarz (zm. 2018)
- 1940:
  - Hermann Knoflacher, austriacki inżynier budownictwa
  - Rick May, amerykański aktor (zm. 2020)
  - Rutilio del Riego, amerykański duchowny katolicki pochodzenia hiszpańskiego, biskup pomocniczy San Bernardino
  - Mohammad Reza Szadżarian, irański śpiewak klasyczny (zm. 2020)
  - Jan Woleński, polski filozof, logik, wykładowca akademicki
- 1941:
  - Wiesław Bernolak, polski kompozytor, gitarzysta, pianista, keybordzista, członek zespołów: Czerwono-Czarni, Polanie, Quorum i Varsoviana 68
  - Władimir Pinigin, rosyjski malarz, grafik
  - Robert James Woolsey, amerykański funkcjonariusz służb specjalnych
- 1942:
  - Peter van Inwagen, amerykański filozof, wykładowca akademicki
  - Oscar Aníbal Salazar Gómez, kolumbijski duchowny katolicki, biskup La Dorada-Guaduas
  - U-Roy, jamajski muzyk reggae (zm. 2021)
- 1943:
  - Ludwig Georg Braun, niemiecki przedsiębiorca
  - Jerry Bruckheimer, amerykański producent filmowy pochodzenia żydowskiego
  - Ombretta Colli, włoska pieśniarka, aktorka, polityk
- 1944:
  - Iwan Biakow, rosyjski biathlonista (zm. 2009)
  - Fannie Flagg, amerykańska aktorka, pisarka
  - Georges Vuilleumier, szwajcarski piłkarz (zm. 1988)
- 1945:
  - Tariq Anwar, indyjski montażysta filmowy
  - Jan Popczyk, polski inżynier elektrotechnik, profesor nauk technicznych, prezes Polskich Sieci Elektroenergetycznych (zm. 2024)
  - Bjarni Tryggvason, islandzki meteorolog, astronauta (zm. 2022)
  - Janusz Wąsowski, polski lekkoatleta, długodystansowiec, trener
- 1946:
  - Moritz Leuenberger, szwajcarski polityk, prezydent Szwajcarii
  - Jan Mateusz Nowakowski, polski aktor
  - Mart Siimann, estoński polityk, premier Estonii, działacz sportowy
  - Piotr Szymanowski, polski romanista, tłumacz, dyplomata (zm. 2016)
- 1947:
  - Jacques-Édouard Alexis, haitański polityk, premier Haiti
  - Nick Castle, amerykański aktor, reżyser i scenarzysta filmowy
  - Don Felder, amerykański muzyk, wokalista, członek zespołu Eagles
  - Kaoru Hoshino, japoński kierowca wyścigowy (zm. 2022)
  - Stephen King, amerykański pisarz
  - Olga Ostroumowa, rosyjska aktorka
- 1948:
  - Paul de Jersey, australijski prawnik, polityk
  - Zygmunt Malacki, polski duchowny katolicki (zm. 2010)
  - Marc Molitor, francuski piłkarz
  - Sándor Müller, węgierski piłkarz (zm. 2024)
- 1949:
  - Kenneth Carpenter, amerykański paleontolog
  - Artis Gilmore, amerykański koszykarz
  - Janusz Grobel, polski inżynier, samorządowiec, prezydent Puław
  - Yūsaku Matsuda, japoński aktor (zm. 1989)
  - Wojciech Nowak, polski chirurg
  - Odilo Scherer, brazylijski duchowny katolicki, arcybiskup São Paulo, kardynał pochodzenia niemieckiego
- 1950:
  - Charles Clarke, brytyjski polityk
  - Václav Malý, czeski duchowny katolicki, biskup pomocniczy praski, obrońca praw człowieka
  - Bill Murray, amerykański aktor, pisarz, komik
  - Jacek Suchecki, polski pisarz, eseista, tłumacz, scenarzysta filmowy
  - Manu’el Trajtenberg, izraelski ekonomista, polityk
  - Antanas Valionis, litewski politolog, dyplomata, polityk
- 1951:
  - Bruce Arena, amerykański trener piłkarski
  - Jerzy Frołów, polski koszykarz
  - Jesús Galeote Tormo, hiszpański duchowny katolicki, biskup, wikariusz apostolski Camiri
  - Asłan Maschadow, czeczeński polityk, prezydent Czeczeńskiej Republiki Iczkerii (zm. 2005)
  - Anna Preis, polska fizyk, wykładowczyni akademicka
  - Antonio de la Torre, meksykański piłkarz (zm. 2021)
  - Barbara Zawadzka, polska kompozytorka
- 1952:
  - Krzysztof Brzeziński, polski przedsiębiorca, polityk, poseł na Sejm RP
  - Ali Fergani, algierski piłkarz, trener
  - Jiří Gruntorád, czeski bibliotekarz, archiwista, działacz opozycji antykomunistycznej
  - Petru Marta, mołdawski zapaśnik (zm. 2023)
  - Anneliese Michel, niemiecka ofiara opętania (zm. 1976)
  - Jan Olbrycht, polski polityk, eurodeputowany
  - Dominique Rey, francuski duchowny katolicki, biskup Fréjus-Toulon
  - Reijo Ståhlberg, fiński lekkoatleta, kulomiot
  - Marc Verwilghen, belgijski i flamandzki polityk
- 1953:
  - Wojciech Gogolewski, polski pianista, saksofonista, kompozytor
  - Reinhard Marx, niemiecki duchowny katolicki, arcybiskup Monachium i Freising, kardynał
  - Krzysztof Węgrzyn, polski skrzypek
  - Maciej Żylicz, polski biochemik, biolog molekularny, wykładowca akademicki
- 1954:
  - Shinzō Abe, japoński polityk, premier Japonii (zm. 2022)
  - Wolfgang Steinbach, niemiecki piłkarz
  - Phil Taylor, brytyjski perkusista, członek zespołu Motörhead (zm. 2015)
  - Marian Terlecki, polski reżyser, producent telewizyjny i filmowy (zm. 2010)
- 1955:
  - François Cluzet, francuski aktor
  - Andriej Gawriłow, rosyjski pianista
  - Gulshan Grover, indyjski aktor
  - Matti Hagman, fiński hokeista, trener (zm. 2016)
  - Mika Kaurismäki, fiński reżyser, scenarzysta i producent filmowy
  - Ted van der Parre, holenderski strongman
  - Jan Poortvliet, holenderski piłkarz, trener
- 1956:
  - Pamela Behr, niemiecka narciarka alpejska
  - Momir Bulatović, czarnogórski ekonomista, polityk, prezydent Czarnogóry i premier Federalnej Republiki Jugosławii (zm. 2019)
  - Jack Givens, amerykański koszykarz, komentator telewizyjny
  - Tony Grealish, irlandzki piłkarz (zm. 2013)
  - Marta Kauffman, amerykańska scenarzystka i producentka filmowa pochodzenia żydowskiego
  - Ryszard Szwarc, polski matematyk, wykładowca akademicki
- 1957:
  - Ethan Coen, amerykański reżyser, scenarzysta i producent filmowy
  - Paweł Cybulski, polski prawnik, urzędnik państwowy
  - Sergio Egea, argentyński piłkarz, trener
  - Tadeusz Jarmuziewicz, polski inżynier, przedsiębiorca, polityk, poseł na Sejm RP
  - Sidney Moncrief, amerykański koszykarz
  - Alicja Murynowicz, polska polityk, poseł na Sejm RP
  - Stanisław Radomski, polski poeta
  - Kevin Rudd, australijski polityk, premier Australii
  - Wiesław Urbański, polski działacz opozycji antykomunistycznej (zm. 2023)
- 1958:
  - Manuel Heitor, portugalski inżynier, nauczyciel akademicki, polityk
  - André Hennicke, niemiecki aktor, reżyser i producent filmowy
  - Rick Mahorn, amerykański koszykarz
  - Milan Mladenović, serbski gitarzysta, wokalista, członek zespołu Ekatarina Velika (zm. 1994)
  - Gary Oakes, brytyjski lekkoatleta, płotkarz
  - Jay Triano, kanadyjski koszykarz, trener
- 1959:
  - Andrzej Buncol, polski piłkarz
  - Andrzej Chmielewski, polski samorządowiec, polityk, wicewojewoda zachodniopomorski, burmistrz Drawna
  - Enrique Figaredo Alvargonzalez, hiszpański duchowny katolicki, prefekt apostolski Battambang
  - Wiktar Iwaszkiewicz, białoruski polityk, związkowiec, dziennikarz (zm. 2013)
- 1960:
  - David James Elliott, kanadyjski aktor
  - Jolanta Fedak, polska politolog, polityk, minister pracy i polityki społecznej, poseł na Sejm RP (zm. 2020)
  - Kelly Moran, amerykański żużlowiec (zm. 2010)
  - Ivan Gudelj, chorwacki piłkarz, trener
- 1961:
  - Philippe Anziani, francuski piłkarz, trener
  - Kelly Evernden, nowozelandzki tenisista
  - Billy Collins Jr., amerykański bokser pochodzenia irlandzkiego
  - Dana Jurásková, czeska pielęgniarka, polityk
  - Andrzej Kotoński, polski hokeista
  - Robert Nemcsics, słowacki polityk
  - Kristin Scott Thomas, brytyjska aktorka
  - Nancy Travis, amerykańska aktorka
- 1962:
  - Wiesław Jasiński, polski prawnik, urzędnik państwowy, generalny inspektor Kontroli Skarbowej
  - Piotr Mandrysz, polski piłkarz, trener
  - Zbigniew Matuszczak, polski samorządowiec, polityk, poseł na Sejm RP
  - Rob Morrow, amerykański aktor
  - Anna Supruniuk, polska historyk, archiwista, wykładowca akademicki
- 1963:
  - Dominique-Marie David, francuski duchowny katolicki, arcybiskup Monako
  - Angus Macfadyen, szkocki aktor
  - Carmen Machi, hiszpańska aktorka
  - Mamoru Samuragōchi, japoński kompozytor
  - Aleksander Sosna, polski samorządowiec, polityk, poseł na Sejm RP
  - Trevor Steven, angielski piłkarz
- 1964:
  - Carlos Alberto Aguilera, urugwajski piłkarz
  - Hugo Herrnhof, włoski łyżwiarz szybki, specjalista short tracku
  - Christo Kolew, bułgarski piłkarz
  - Keith Smart, amerykański koszykarz, trener
  - Władisław Surkow, rosyjski przedsiębiorca, polityk
- 1965:
  - Lars Eriksson, szwedzki piłkarz, bramkarz
  - Thierry Gerbier, francuski biathlonista (zm. 2013)
  - David Wenham, australijski aktor
- 1966:
  - Rinat Achmetow, ukraiński przedsiębiorca, polityk pochodzenia tatarskiego
  - Kerrin Lee-Gartner, kanadyjska narciarka alpejska
  - Tab Ramos, amerykański piłkarz pochodzenia urugwajskiego
  - Artur Then, polski polityk, poseł na Sejm RP
- 1967:
  - Vicky Ford, brytyjska polityk
  - David Grubbs, amerykański gitarzysta, pianista, wokalista, członek zespołów: Squirrel Bait, Bastro i Gastr del Sol
  - Faith Hill, amerykańska piosenkarka country, aktorka
  - Krystyna Kuta, polska lekkoatletka, biegaczka długodystansowa
  - Modesto Molina, boliwijski piłkarz
  - Timmy T, amerykański piosenkarz, muzyk
- 1968:
  - Lisa Angell, francuska piosenkarka
  - Ricki Lake, amerykańska aktorka
  - Tadeusz Piotr Łomnicki, polski aktor
  - Mana Otai, tongański rugbysta, trener
- 1969:
  - Grzegorz Cinkowski, polski aktor
  - Robert Kasprzycki, polski bard, poeta, kompozytor
  - Radosław Michalski, polski piłkarz
- 1970:
  - Melissa Ferrick, amerykańska wokalistka folkowa, gitarzystka
  - Mariano Frúmboli, argentyński tancerz i instruktor tanga
  - Saulius Girdauskas, litewski inżynier, przedsiębiorca, kierowca rajdowy, polityk
  - Anna Herman-Antosiewicz, polska biolog molekularna, profesor nauk biologicznych
  - James Lesure, amerykański aktor
  - Samantha Power, amerykańska historyk, polityk, dyplomatka pochodzenia irlandzkiego
  - Jacek Rybczyński, polski koszykarz, trener
- 1971:
  - Radosław Brzozowski, artysta fotograf, anglista, podróżnik, tłumacz, autor, nauczyciel fotografii
  - Djair, brazylijski piłkarz
  - Marco Haber, niemiecki piłkarz
  - Takamitsu Katayama, japoński zapaśnik
  - Iwa Karagiozowa, bułgarska biathlonistka
  - Ołeksij Lubczenko, ukraiński ekonomista, polityk
  - Alfonso Ribeiro, amerykański aktor
  - Pawieł Rostowcew, rosyjski biathlonista
  - Luke Wilson, amerykański aktor, reżyser filmowy
- 1972:
  - Randolph Childress, amerykański koszykarz, trener
  - Liam Gallagher, brytyjski wokalista, członek zespołu Oasis
  - Hitoshi Morishita, japoński piłkarz, trener
  - David Silveria, amerykański perkusista, członek zespołów Korn i INFINIKA
  - Ábel Szocska, węgierski duchowny katolicki rytu bizantyjskiego, eparcha Nyíregyházy
- 1973:
  - Driulis González, kubańska judoczka
  - Edgars Rinkēvičs, łotewski polityk, prezydent Łotwy
  - Virginia Ruano Pascual, hiszpańska tenisistka
  - Oswaldo Sánchez, meksykański piłkarz, bramkarz
- 1974:
  - Aurica Bărăscu, rumuńska wioślarka
  - Daniel Bogusz, polski piłkarz
  - Edinson Edgardo Farfán, peruwiański duchowny katolicki, biskup-prałat Chuquibambilli, biskup Chiclayo
  - Henning Fritz, niemiecki piłkarz ręczny, bramkarz
  - Giuliano Giannichedda, włoski piłkarz
  - Benjamin Hardy, australijski siatkarz
  - Katharine Merry, brytyjska lekkoatletka, sprinterka
  - Özgür Özel, turecki farmaceuta, polityk
  - Marcus Pürk, austriacki piłkarz
  - Teddy Richert, francuski piłkarz, bramkarz
  - Luis Robson, brazylijski piłkarz
  - Andy Todd, angielski piłkarz
- 1975:
  - Héctor Hurtado, kolumbijski piłkarz
  - Catherine Murphy, brytyjska lekkoatletka, sprinterka
  - Aleksandr Panow, rosyjski piłkarz
  - Zolani Petelo, południowoafrykański bokser
  - Magda Steczkowska, polska piosenkarka, autorka tekstów
  - Craig Thompson, amerykański autor komiksów
  - Kaisa Varis, fińska biegaczka narciarska
- 1976:
  - Juan Francisco Casas, hiszpański malarz
  - Max Emanuel Cenčić, chorwacki śpiewak operowy (kontratenor)
  - Carlo Fidanza, włoski polityk
  - Jana Kandarr, niemiecka tenisistka
  - MOK, niemiecki raper pochodzenia tureckiego
- 1977:
  - Przemysław Dakowicz, polski poeta, eseista, krytyk literacki, historyk literatury
  - Audrey Dana, francuska aktorka
  - Natalia Gavrilița, mołdawska polityk, premier Mołdawii
  - Masud Mostafa Dżokar, irański zapaśnik
  - Gergely Kiss, węgierski piłkarz wodny
  - Marcin Lijewski, polski piłkarz ręczny
- 1978:
  - Paulo Costanzo, kanadyjski aktor pochodzenia włoskiego
  - Polikarp (Petrow), bułgarski biskup prawosławny
  - Jarl-André Storbæk, norweski piłkarz
  - Josh Thomson, amerykański zawodnik MMA
- 1979:
  - Bradford Anderson, amerykański aktor
  - Martina Beck, niemiecka biathlonistka
  - Joe Crabtree, brytyjski perkusista, członek zespołów Pendragon i Wishbone Ash
  - Richard Dunne, irlandzki piłkarz
  - Chris Gayle, jamajski krykiecista
  - Maija Kovaļevska, łotewska śpiewaczka operowa (sopran koloraturowy)
- 1980:
  - Disco D, amerykański producent muzyczny (zm. 2007)
  - Robert Hoffman, amerykański aktor, tancerz, choreograf
  - Kareena Kapoor, indyjska aktorka
  - Henriette Mikkelsen, duńska piłkarka ręczna
  - Aleksa Palladino, amerykańska aktorka
  - Autumn Reeser, amerykańska aktorka
  - Tomas Scheckter, południowoafrykański kierowca wyścigowy
- 1981:
  - Katarzyna Gajgał-Anioł, polska siatkarka
  - Magdalena Górska, polska aktorka
  - Gergely Gulyás, węgierski prawnik, polityk
  - Masud Haszemzade, irański zapaśnik
  - Wiktar Karbut, białoruski historyk, dziennikarz
  - Ben Kersten, australijski kolarz szosowy i torowy
  - Amel Mekić, bośniacki judoka
  - Dariusz Nojman, polski reżyser filmowy
  - Nicole Richie, amerykańska aktorka, piosenkarka
  - Rimi Sen, indonezyjska aktorka
  - Dariusz Styczeń, polski muzyk, kompozytor, producent muzyczny, członek zespołów: Sceptic, Crionics, Thy Disease, Anal Stench i Sane
- 1982:
  - Waldemar Buda, polski prawnik, radca prawny, urzędnik państwowy, polityk, poseł na Sejm RP, eurodeputowany
  - Sebastião Gilberto, angolski piłkarz
  - Marat Izmajłow, rosyjski piłkarz
  - Danny Kass, amerykański snowboardzista
  - Jonathan McKain, australijski piłkarz
  - Pak Chol-min, północnokoreański judoka
  - Łukasz Sapela, polski piłkarz, bramkarz
  - Rudy Youngblood, amerykański aktor pochodzenia indiańskiego
- 1983:
  - Fernando Cavenaghi, argentyński piłkarz
  - Scott Evans, amerykański aktor
  - Maggie Grace, amerykańska aktorka
  - Joseph Mazzello, amerykański aktor
  - Anna Meares, australijska kolarka torowa
  - Tori Polk, amerykańska lekkoatletka, skoczkini w dal
- 1984:
  - Rinaldo Cruzado, peruwiański piłkarz
  - Alena Hiendziel, białoruska siatkarka
  - Wale, amerykański raper
  - Benjamin Wildman-Tobriner, amerykański pływak
- 1985:
  - Mateusz Banasiuk, polski aktor
  - Marta Kubiak, polska politolog, działaczka samorządowa, polityk
  - Serhij Kurczenko, ukraiński przedsiębiorca, działacz piłkarski
  - Pāvels Šteinbors, łotewski piłkarz, bramkarz
- 1986:
  - Magdalena Drop, polska lekkoatletka, skoczkini wzwyż
  - Walter Hodge, portorykański koszykarz
  - Lindsey Stirling, amerykańska skrzypaczka, kompozytorka, tancerka
- 1987:
  - Cláudia Bueno da Silva, brazylijska siatkarka
  - Marcelo Estigarribia, paragwajski piłkarz
  - Ryan Guzman, amerykański aktor pochodzenia meksykańskiego
  - Femke Heemskerk, holenderska pływaczka
  - Ashley Paris, amerykańska koszykarka
  - Courtney Paris, amerykańska koszykarka
  - Michał Pazdan, polski piłkarz
  - Daniela Sruoga, argentyńska hokeistka na trawie
  - Ivelisse Vélez, portorykańska wrestlerka
- 1988:
  - Jacob Barsøe, duński wioślarz
  - Bilawal Bhutto Zardari, pakistański polityk
  - Diederick Hagemeijer, holenderski hokeista
- 1989:
  - Jason Derulo, amerykański piosenkarz, producent muzyczny, autor tekstów, tancerz, choreograf, aktor pochodzenia haitańskiego
  - Manny Harris, amerykański koszykarz
  - Jaroslav Janus, słowacki hokeista, bramkarz
  - Rachel Laurent, amerykańska lekkoatletka, tyczkarka
  - Swietłana Romaszyna, rosyjska pływaczka synchroniczna
  - Małgorzata Wojtyra, polska kolarka torowa
- 1990:
  - Al-Farouq Aminu, nigeryjski koszykarz
  - Danny Batth, angielski piłkarz
  - Allison Scagliotti, amerykańska aktorka pochodzenia włoskiego
  - Christian Serratos, amerykańska aktorka pochodzenia włosko-meksykańskiego
  - Serhij Szewczuk, ukraiński piłkarz
  - Travis Wear, amerykański koszykarz
  - Yao Jie, chiński lekkoatleta, tyczkarz
- 1991:
  - Władisław Antonow, rosyjski saneczkarz
  - Lara Grangeon, francuska pływaczka
  - Stiepan Marianian, rosyjski piłkarz pochodzenia ormiańskiego
  - Carlos Martínez, dominikański baseballista
  - Rika Nomoto, japońska siatkarka
  - Ali Szafi’i, irański siatkarz
  - Elena Vallortigara, włoska lekkoatletka, skoczkini wzwyż
- 1992:
  - Audrey Bruneau, francuska piłkarka ręczna
  - Jacek Góralski, polski piłkarz
  - Kim Jong-dae, południowokoreański piosenkarz
  - Souleymane Koanda, burkiński piłkarz
  - Petra Malkoč, chorwacka lekkoatletka, tyczkarka
  - Devyn Marble, amerykański koszykarz
  - Kabange Mupopo, zambijska lekkoatletka, sprinterka
  - Marija Muzyczuk, ukraińska szachistka
- 1993:
  - Tanaboon Kesarat, tajski piłkarz
  - Ignacio Prado, meksykański kolarz torowy i szosowy
  - Ante Rebić, chorwacki piłkarz
  - Akani Simbine, południowoafrykański lekkoatleta, sprinter
- 1994:
  - Davide Ballerini, włoski kolarz szosowy
  - John Bryant-Meisner, szwedzki kierowca wyścigowy
  - Maé-Bérénice Méité, francuska łyżwiarka figurowa
  - Benjamin Proud, brytyjski pływak
  - Iłona Semkiw, ukraińska zapaśniczka
- 1995:
  - Bruno Caboclo, brazylijski koszykarz
  - Riszat Chajbullin, kazachski wspinacz sportowy
  - Krystyna Lemańczyk-Dobrzelak, polska wioślarka
  - Benedetta Mambelli, włoska siatkarka
  - Marek Marciniak, polski piłkarz ręczny
- 1996:
  - Mihajlo Bogdanović, serbski koszykarz
  - Yoel Finol, wenezuelski bokser
  - Kristine Froseth, amerykańsko-norweska aktorka, modelka
  - Thilo Kehrer, niemiecki piłkarz pochodzenia burundyjskiego
- 1997:
  - Delaila Amega, holenderska piłkarka ręczna
  - Victor Coroller, francuski lekkoatleta, płotkarz
  - Wiktorija Georgiewa, bułgarska piosenkarka, autorka tekstów
- 1998:
  - Alexander Hall, amerykański narciarz dowolny
  - Tadej Pogačar, słoweński kolarz szosowy
- 1999:
  - Alexander Isak, szwedzki piłkarz pochodzenia erytrejskiego
  - Dominik Paś, polski hokeista
- 2000:
  - Leandro Ramos, portugalski lekkoatleta, oszczepnik
  - Marcus Sasser, amerykański koszykarz
  - Magdalena Stefanowicz, polska lekkoatletka, sprinterka
  - Naoki Tajima, japoński tenisista
  - Siergiej Tielegin, rosyjski hokeista
- 2002:
  - Weronika Baszak, polska tenisistka
  - Leandro Brey, argentyński piłkarz, bramkarz
- 2003 – Kobe Bufkin, amerykański koszykarz
- 2007 – Noah, luksemburski książę

## Zmarli
- 19 p.n.e. – Wergiliusz, rzymski poeta (ur. 70 p.n.e.)
- 454 – Aecjusz Flawiusz, rzymski wódz (ur. ?)
- 687 – Konon, papież (ur. ?)
- 1026 – Otto Wilhelm, książę i hrabia Burgundii, książę Nevers (ur. ok. 958)
- 1109 – Świętopełk Przemyślida, książę Czech (ur. ?)
- 1217 – Lembitu, estoński dowódca wojskowy (ur. ?)
- 1317 – Wiola Elżbieta, księżniczka cieszyńska, królowa Czech, tytularna królowa Polski (ur. ok. 1291)
- 1327 – Edward II, król Anglii (ur. 1284)
- 1382 – Bolko III, książę opolski (ur. ok. 1330)
- 1461 – Zofia Holszańska, królowa Polski (ur. 1405)
- 1483 – Fryderyk II Sesselmann, niemiecki duchowny katolicki, biskup lubuski (ur. ok. 1410)
- 1492 – Konrad X Biały, książę oleśnicki (ur. ok. 1420)
- 1527 – Kazimierz Hohenzollern, margrabia brandenburski na Bayreuth (ur. 1481)
- 1558 – Karol V Habsburg, cesarz rzymsko-niemiecki (ur. 1500)
- 1564 – Sybilla, księżniczka pomorska (ur. 1541)
- 1576 – Girolamo Cardano, włoski matematyk, filozof, astrolog, lekarz, wykładowca akademicki (ur. 1501)
- 1581 – Michał Rizzi z Bkoufy, duchowny katolicki kościoła maronickiego, patriarcha Antiochii i całego Wschodu (ur. 1526)
- 1586 – Antoine Perrenot de Granvelle, francuski duchowny katolicki, arcybiskup Besançon, kardynał (ur. 1517)
- 1631 – Federico Borromeo, włoski duchowny katolicki, arcybiskup Mediolanu, kardynał (ur. 1564)
- 1637 – Wilhelm V Stały, landgraf Hesji-Kassel (ur. 1602)
- 1643 – Hong Taiji, cesarz Mandżurii (ur. 1592)
- 1662 – Adriaen van Stalbemt, flamandzki malarz (ur. 1580)
- 1703 – Mikołaj Zalaszowski, polski duchowny katolicki, prawnik (ur. 1631)
- 1706 – Klara Žižić, chorwacka zakonnica, Służebnica Boża (ur. 1626)
- 1708 – Krzysztof Aleksander Komorowski, polski szlachcic, polityk (ur. ?)
- 1719 – Johann Heinrich Acker, niemiecki teolog ewangelicki, pisarz (ur. 1647)
- 1728 – Johann Friedrich von Alvensleben, pruski dyplomata (ur. 1657)
- 1743 – Sawai Jai Singh II, władca królestwa Amber w Indiach, astronom (ur. 1688)
- 1748 – John Balguy, brytyjski filozof (ur. 1686)
- 1760 – Aleksiej Tatiszczew, rosyjski arystokrata, generał, polityk (ur. 1699)
- 1795 – Guglielmo Pallotta, włoski kardynał (ur. 1727)
- 1796 – François Séverin Marceau-Desgraviers, francuski generał (ur. 1769)
- 1798 – George Read, amerykański prawnik, polityk (ur. 1733)
- 1810 – Mir Taki Mir, indyjski poeta tworzący w języku urdu (ur. 1722)
- 1812 – Emanuel Schikaneder, niemiecki pisarz, librecista (ur. 1751)
- 1819 – Wilhelm Derfelden, rosyjski generał pochodzenia niemieckiego (ur. 1735)
- 1820 – Joseph Rodman Drake, amerykański poeta (ur. 1795)
- 1821 – Joseph Bradley Varnum, amerykański polityk (ur. 1750)
- 1832 – Walter Scott, szkocki adwokat, prozaik, poeta (ur. 1771)
- 1838:
  - Franciszek Jaccard, francuski misjonarz, męczennik, święty (ur. 1799)
  - Tomasz Trần Văn Thiện, wietnamski męczennik, święty (ur. ok. 1820)
- 1839:
  - Jakub Chastan, francuski misjonarz, męczennik, święty (ur. 1803)
  - Wawrzyniec Imbert, francuski misjonarz, biskup, męczennik, święty (ur. 1796 lub 97)
  - Piotr Maubant, francuski misjonarz, męczennik, święty (ur. 1803)
- 1842 – James Ivory, szkocki matematyk, astronom (ur. 1765)
- 1845 – Klementyna Hoffmanowa, polska pisarka, dramatopisarka, pedagog (ur. 1798)
- 1850 – Kacper Wysocki, polski kompozytor, pianista (ur. 1810)
- 1856 – Michał Wielhorski, rosyjski kompozytor, wiolonczelista pochodzenia polskiego (ur. 1787)
- 1859 – Camille Polonceau, francuski budowniczy kolei (ur. 1813)
- 1860 – Arthur Schopenhauer, niemiecki filozof (ur. 1788)
- 1866 – Karl Ludwig Hencke, niemiecki astronom amator (ur. 1793)
- 1870 – Nancy Amelia Woodbury Priest Wakefield, amerykańska poetka (ur. 1836)
- 1875 – Albin Belina Węsierski, polski ziemianin, uczestnik powstania listopadowego (ur. 1812)
- 1879 – Teodor Morawski, polski polityk, uczestnik powstania listopadowego (ur. 1797)
- 1883 – Johannes Vloten, holenderski filozof, historyk (ur. 1818)
- 1890 – Charles Stevenson, amerykański polityk, gubernator Nevady (ur. 1826)
- 1891 – Heinrich Lissauer, niemiecki neurolog (ur. 1861)
- 1895 – Silvestro Lega, włoski malarz (ur. 1826)
- 1900 – Józef Kleczyński, polski statystyk, demograf, wykładowca akademicki (ur. 1841)
- 1904:
  - Chief Joseph, wódz indiański (ur. 1840)
  - Alexis Langer, niemiecki architekt (ur. 1825)
- 1906 – Zygmunt Kazikowski, polski członek Organizacji Bojowej PPS (ur. 1887)
- 1908:
  - Atanas Badew, bułgarski kompozytor, pedagog (ur. 1860)
  - Ernest Fenollosa, amerykański historyk sztuki, filozof, ekonomista, wykładowca akademicki pochodzenia katalońskiego (ur. 1853)
- 1910 – Edward Brunicki, polski ziemianin, urzędnik (ur. 1859)
- 1911:
  - Ahmad Urabi, egipski oficer, polityk (ur. 1842)
  - Filip Zaleski, polski ziemianin, prawnik, polityk (ur. 1836)
- 1914 – James R. Howe, amerykański polityk (ur. 1839)
- 1915 – Marija Sawina, rosyjska aktorka (ur. 1854)
- 1916 – Robert Black, nowozelandzki rugbysta, żołnierz (ur. 1893)
- 1917:
  - Ralf Curtis, brytyjski pilot wojskowy, as myśliwski (ur. 1898)
  - Louis Liard, francuski filozof, wykładowca akademicki (ur. 1846)
- 1918:
  - Teofila Certowicz, polska rzeźbiarka, pedagog (ur. 1862)
  - Edward Krupka, polski kupiec, polityk (ur. 1851)
- 1919:
  - Ludwik Fryderyk Hildt, polski entomolog, malarz pochodzenia niemieckiego (ur. 1847)
  - Józef Stefan Pomian-Pomianowski, polski inżynier, budowniczy, architekt (ur. 1864)
- 1921:
  - Eugen Dühring, niemiecki filozof, ekonomista, wykładowca akademicki, antysemita (ur. 1833)
  - Ernest Maunoury, francuski pilot wojskowy, as myśliwski (ur. 1894)
  - Mary Mrozińska, polska aktorka (ur. 1887)
- 1924 – Piotr Boczkowski, polski lekarz weterynarii, wykładowca akademicki, publicysta (ur. 1855)
- 1925:
  - Aleksander Woyde, polski archiwista, bibliotekarz (ur. 1860)
  - Tadeusz Zieliński, polski architekt (ur. 1883)
- 1926 – Marcus Walter Schwalbe, niemiecki neurolog (ur. 1883)
- 1928 – Amalia Krieger, polska fotografka pochodzenia żydowskiego (ur. 1846)
- 1930 – Józef Paszta, polski działacz socjalistyczny, komunistyczny i związkowy (ur. 1875)
- 1931 – Karol Fischer, polski duchowny katolicki, biskup przemyski (ur. 1847)
- 1932:
  - Dmitrij Fiłatjew, rosyjski generał porucznik (ur. 1866)
  - Aleksander Majewski, polski generał podporucznik lekarz (ur. 1861)
  - Stiepan Polidorow, radziecki polityk (ur. 1882)
- 1933:
  - Vilhelm Andersson, szwedzki pływak, piłkarz wodny (ur. 1891)
  - Kenji Miyazawa, japoński prozaik, poeta, działacz społeczno-relijny (ur. 1896)
  - Marcin Szulc, polski podporucznik, uczestnik powstania styczniowego, aptekarz (ur. 1842)
- 1936:
  - Michał Dzierżek, polski podporucznik pilot rezerwy (ur. 1910)
  - Wincenty Galbis Girones, hiszpański prawnik, męczennik, błogosławiony (ur. 1910)
  - María de la Purificación Vidal Pastor, hiszpańska działaczka Akcji Katolickiej, męczennica, błogosławiona (ur. 1892)
  - Antoine Meillet, francuski językoznawca, wykładowca akademicki (ur. 1866)
  - Emanuel Torró García, hiszpański działacz Akcji Katolickiej, męczennik, błogosławiony (ur. 1902)
  - Władysław Tyszkiewicz, polski hrabia, ziemianin, polityk (ur. 1865)
- 1937 – Konstanty Graeser-Kalicki, polski działacz komunistyczny, publicysta, tłumacz (ur. 1901)
- 1938:
  - Ivana Brlić-Mažuranić, chorwacka poetka, eseistka, dziennikarka (ur. 1874)
  - Bieniedikt Liwszyc, rosyjski pisarz pochodzenia żydowskiego (ur. 1886)
- 1939:
  - Józef Michał Białły, polski major (ur. 1899)
  - Aleksander Buczyński, polski aktor (ur. 1908)
  - Armand Călinescu, rumuński polityk, premier Rumunii (ur. 1893)
  - Józef Ćwiertniak, polski pułkownik (ur. 1896)
  - Tadeusz Jasiński, polski obrońca Grodna (ur. 1926)
  - Bronisław Kamiński, polski major (ur. 1895)
  - Apoloniusz Kędzierski, polski malarz akwarelista, rysownik, ilustrator, dekorator (ur. 1861)
  - Władysław Kowalski, polski piłkarz, żołnierz (ur. 1897)
  - Adolf Lindstrøm, norweski kucharz, polarnik (ur. 1866)
- 1940:
  - Francis Honeycutt, amerykański szpadzista, generał (ur. 1883)
  - Jan Włoch, polski kleryk, Sługa Boży (ur. 1914)
- 1941 – Tadeusz Nowak, polski porucznik pilot (ur. 1914)
- 1943:
  - Seymour Bathurst, brytyjski arystokrata, polityk (ur. 1864)
  - Yrjö Kulovesi, fiński lekarz, psychoanalityk (ur. 1887)
  - Trixie Smith, amerykańska wokalistka bluesowa, aktorka (ur. 1895)
  - Kingsley Wood, brytyjski polityk (ur. 1881)
- 1944 – Polegli w powstaniu warszawskim:
  - Maria Cetys, polska łączniczka, żołnierz AK (ur. 1914)
  - Leszek Kidziński, polski podharcmistrz, podporucznik, żołnierz AK (ur. 1923)
  - Krystyna Wiśniewska-Szabelska, polska łączniczka, żołnierz AK (ur. 1920)
- 1944 – Ołeksandr Koszyć, ukraiński kompozytor, dyrygent (ur. 1875)
- 1946 – Edmund Wąsik, polski kolejarz, działacz społeczny i związkowy, polityk, poseł na Sejm RP (ur. 1883)
- 1947:
  - Harry Carey, amerykański aktor (ur. 1878)
  - Wasilij Głagolew, radziecki generał pułkownik (ur. 1896)
- 1949:
  - Andrzej Boroń, polski porucznik, uczestnik podziemia antykomunistycznego (ur. 1926)
  - Edmund Hauser, polski generał dywizji (ur. 1868)
  - Halina Żurowska, polska porucznik, uczestniczka powstania warszawskiego i podziemia antykomunistycznego, kurierka i łączniczka AK i WiN (ur. 1905)
- 1950:
  - Wasilij Jakowlew, radziecki generał major, funkcjonariusz organów bezpieczeństwa (ur. 1899)
  - Edward Arthur Milne, brytyjski matematyk, astrofizyk, kosmolog, wykładowca akademicki (ur. 1896)
- 1951:
  - Hans Harting, niemiecki optyk (ur. 1868)
  - Richard Schorr, niemiecki astronom (ur. 1867)
- 1952:
  - Władysław Jabłoński, polski architekt, polityk, prezydent Warszawy (ur. 1872)
  - Marian Szyjkowski, polski filolog, polonista, teatrolog, wykładowca akademicki (ur. 1883)
- 1954 – Kōkichi Mikimoto, japoński przedsiębiorca (ur. 1858)
- 1955:
  - Aubrey Brain, brytyjski waltornista (ur. 1893)
  - Jicchak Jicchaki, izraelski prawnik, polityk (ur. 1902)
  - Ernst Krogius, fiński żeglarz sportowy (ur. 1865)
- 1956:
  - Eugène Debongnie, francusko-belgijski kolarz torowy (ur. 1883)
  - Rigoberto López Pérez, nikaraguański poeta, muzyk, dziennikarz, działacz lewicowej opozycji, bohater narodowy (ur. 1929)
- 1957 – Haakon VII, król Norwegii (ur. 1872)
- 1958:
  - Francisco Olazar, argentyński piłkarz, trener (ur. 1885)
  - Stanisław Tłoczyński, polski duchowny katolicki, dyrygent chórów, kompozytor (ur. 1881)
  - Peter Whitehead, brytyjski kierowca wyścigowy (ur. 1914)
- 1959:
  - Walter Bathe, niemiecki pływak (ur. 1892)
  - Esfir Szub, radziecka reżyserka, scenarzystka i montażystka filmowa pochodzenia żydowskiego (ur. 1894)
- 1962 – Maria Bonaparte, francuska psychoanalityk, księżna grecka i duńska (ur. 1882)
- 1964:
  - Józef Gawlina, polski duchowny katolicki, biskup polowy WP (ur. 1892)
  - Otto Grotewohl, wschodnioniemiecki polityk, sekretarz generalny SED, premier NRD (ur. 1894)
- 1966 – Paul Reynaud, francuski polityk, premier Francji (ur. 1878)
- 1968 – Charles Tilden, amerykański rugbysta (ur. 1894)
- 1969:
  - Nikolai Karotamm, estoński polityk komunistyczny (ur. 1901)
  - Natalia Agnieszka Ogrodnik-Popowicz, polska nauczycielka, działaczka harcerska, uczestniczka powstań śląskich (ur. 1901)
- 1970:
  - Jerzy Mieczysław Rytard, polski pisarz (ur. 1899)
  - Adolf Wiklund, szwedzki biathlonista (ur. 1921)
- 1971:
  - Bernardo Houssay, argentyński fizjolog, laureat Nagrody Nobla (ur. 1887)
  - Guglielmo Nasi, włoski generał, polityk (ur. 1879)
- 1972 – Henry de Montherlant, francuski pisarz (ur. 1895)
- 1974:
  - Walter Brennan, amerykański aktor (ur. 1894)
  - Iwan Buczko, ukraiński duchowny greckokatolicki, arcybiskup (ur. 1891)
  - Jacqueline Susann, amerykańska aktorka, pisarka (ur. 1918)
- 1975 – Michaś Łyńkow, białoruski pisarz (ur. 1899)
- 1976:
  - Benjamin Graham, amerykański przedsiębiorca pochodzenia żydowskiego (ur. 1894)
  - John H. Hoeppel, amerykański polityk (ur. 1881)
  - Orlando Letelier, chilijski polityk (ur. 1932)
  - Nils Middelboe, duński piłkarz (ur. 1887)
  - Jens Salvesen, norweski żeglarz sportowy (ur. 1883)
- 1977:
  - Ben-Cijjon Chalfon, izraelski polityk (ur. 1930)
  - Arthur Lindfors, fiński zapaśnik (ur. 1893)
- 1980 – Tomasz Czapla, polski muzyk, pedagog (ur. 1902)
- 1981 – Tony Aubin, francuski kompozytor, dyrygent (ur. 1907)
- 1982:
  - Dietrich Averes, niemiecki major pilot, as myśliwski (ur. 1894)
  - Iwan Bagramian, radziecki dowódca wojskowy, marszałek ZSRR, polityk (ur. 1897)
- 1983 – Tursunoy Oxunova, radziecka robotnica, polityk (ur. 1937)
- 1985 – Jan Cyž, łużycki działacz, prawnik, pisarz, wydawca, polityk (ur. 1898)
- 1986 – John Kuck, amerykański lekkoatleta, kulomiot (ur. 1905)
- 1987:
  - Edgar Berney, szwajcarski kierowca wyścigowy (ur. 1937)
  - Jaco Pastorius, amerykański basista jazzowy (ur. 1951)
- 1988:
  - Henry Koster, amerykański reżyser, scenarzysta i producent filmowy pochodzenia niemieckiego (ur. 1905)
  - Wiesław Strzałkowski, polski prawnik, filozof, poeta, wykładowca akademicki, polityk emigracyjny (ur. 1909)
- 1990 – Xu Xiangqian, chiński dowódca wojskowy, polityk (ur. 1901)
- 1991 – Henri Lemoine, francuski kolarz szosowy i torowy (ur. 1909)
- 1995 – Jaga Boryta, polska aktorka (ur. 1908)
- 1996:
  - Franz Pfnür, niemiecki narciarz alpejski (ur. 1908)
  - Bogdan Tranda, polski duchowny ewangelicki (ur. 1929)
- 1998:
  - Florence Griffith-Joyner, amerykańska lekkoatletka, sprinterka (ur. 1959)
  - Arto Tiainen, fiński biegacz narciarski (ur. 1930)
- 1999 – Edmund Fidler, polski aktor (ur. 1907)
- 2000 – Ognjen Petrović, jugosłowiański piłkarz, bramkarz (ur. 1948)
- 2002:
  - Angelo Buono, amerykański seryjny morderca (ur. 1934)
  - Andrzej Miłosz, polski dziennikarz, tłumacz, reżyser filmów dokumentalnych (ur. 1917)
- 2005 – Molly Yard, amerykańska feministka (ur. 1912)
- 2006 – Boz Burrell, brytyjski basista, wokalista, członek zespołów: King Crimson i Bad Company (ur. 1946)
- 2007:
  - Hallgeir Brenden, norweski biegacz narciarski (ur. 1929)
  - Alice Ghostley, amerykańska aktorka (ur. 1923)
  - Milan Lukeš, czeski polityk, minister kultury (ur. 1933)
  - Petar Stambolić, jugosłowiański polityk, premier i prezydent Jugosławii (ur. 1912)
  - Wiktor Szyryński, kanadyjski psychiatra, psycholog pochodzenia polskiego (ur. 1913)
- 2008:
  - Zofia Szancerowa, polska aktorka (ur. 1913)
  - Dingiri Banda Wijetunge, lankijski polityk, premier i prezydent Sri Lanki (ur. 1916)
- 2010:
  - Zdzisław Dziędzielewicz-Kirkin, polski taternik, alpinista, przewodnik tatrzański, instruktor narciarski, działacz harcerski i turystyczny (ur. 1916)
  - Bernard Genoud, szwajcarski duchowny katolicki, biskup Lozanny, Genewy i Fryburga (ur. 1942)
- 2011 – Krzysztof Pośpiech, polski dyrygent, chórmistrz (ur. 1944)
- 2012:
  - Sven Hassel, duński pisarz (ur. 1917)
  - Zdzisław Nikodem, polski śpiewak operowy (tenor) (ur. 1931)
- 2013:
  - Michel Brault, kanadyjski scenarzysta, operator i producent filmowy (ur. 1928)
  - Peter Solan, słowacki reżyser i scenarzysta filmowy (ur. 1929)
- 2014:
  - Mike Harari, izraelski funkcjonariusz służb specjalnych (ur. 1927)
  - Caldwell Jones, amerykański koszykarz (ur. 1950)
  - Grzegorz Komendarek, polski aktor, kucharz (ur. 1965)
  - Henryk Staszewski, polski aktor (ur. 1927)
  - Hanna Szymanderska, polska publicystka, autorka książek kulinarnych (ur. 1944)
  - Jan Werner, polski lekkoatleta, sprinter (ur. 1946)
- 2015:
  - Iwan Dworny, rosyjski koszykarz (ur. 1952)
  - Abdulcadir Gabeire Farah, polsko-somalijski działacz społeczny (ur. 1955)
  - Raphael Fliss, amerykański duchowny katolicki, biskup Superior (ur. 1930)
  - Yoram Gross, australijski twórca filmów animowanych (ur. 1926)
  - Adam Wielowieyski, polski reportażysta (ur. 1928)
- 2016:
  - Mahmadu Alphajor Bah, sierraleoński piłkarz (ur. 1977)
  - Leonidas Donskis, litewski filozof, polityk (ur. 1962)
  - Ragnar Hvidsten, norweski piłkarz (ur. 1926)
  - Jan Stęszewski, polski muzykolog (ur. 1929)
  - Władysław Zachariasiewicz, polski działacz społeczny, polityczny i polonijny (ur. 1911)
- 2017:
  - Liliane Bettencourt, francuska ekonomistka, bizneswoman, filantropka (ur. 1922)
  - Stefan Dusza, polski duchowny katolicki, pallotyn, wydawca (ur. 1936)
  - Grzegorz Królikiewicz, polski reżyser i scenarzysta filmowy, pedagog (ur. 1939)
  - Włodzimierz Osiński, polski lekkoatleta, tyczkarz (ur. 1942)
- 2018:
  - Edmundo Abaya, filipiński duchowny katolicki, arcybiskup Nueva Segovia (ur. 1929)
  - Kazimierz Bobik, polski hodowca koni, działacz jeździecki (ur. 1928)
  - Eugeniusz Konachowicz, polski duchowny prawosławny, dyrygent-psalmista (ur. 1926)
  - Witalij Masoł, ukraiński polityk komunistyczny, premier Ukrainy (ur. 1928)
  - Trần Đại Quang, wietnamski polityk, minister bezpieczeństwa wewnętrznego, prezydent Wietnamu (ur. 1956)
- 2019:
  - Gerhard Auer, niemiecki wioślarz (ur. 1943)
  - Sid Haig, amerykański aktor (ur. 1939)
  - Sigmund Jähn, niemiecki pilot wojskowy, kosmonauta (ur. 1937)
- 2020:
  - Arthur Ashkin, amerykański fizyk, laureat Nagrody Nobla (ur. 1922)
  - Virginio Bettini, włoski geograf, dziennikarz, polityk, eurodeputowany (ur. 1942)
  - Michael Lonsdale, francuski aktor (ur. 1931)
  - Ang Rita, nepalski szerpa, wspinacz (ur. 1947)
  - Robert Freeman Smith, amerykański polityk (ur. 1931)
  - Jackie Stallone, amerykańska tancerka, astrolog (ur. 1921)
- 2021:
  - Aharon Abuchacira, izraelski polityk, minister spraw religijnych, minister absorpcji imigrantów oraz minister opieki społecznej (ur. 1938)
  - Bezczel, polski raper (ur. 1984)
  - Romano Fogli, włoski piłkarz, trener (ur. 1938)
  - Willie Garson, amerykański aktor (ur. 1964)
  - John McCormack, amerykański duchowny katolicki, biskup Manchesteru (ur. 1935)
  - Anthony Pilla, amerykański duchowny katolicki, biskup Cleveland (ur. 1932)
  - Melvin Van Peebles, amerykański dramaturg, reżyser i scenarzysta filmowy (ur. 1932)
  - Muhammad Husajn Tantawi, egipski wojskowy, polityk, minister obrony i dowódca sił zbrojnych, p.o. prezydenta Egiptu (ur. 1935)
  - Władysław Zieleśkiewicz, polski historyk sportu (ur. 1951)
- 2022:
  - Antonio Ceballos Atienza, hiszpański duchowny katolicki, biskup Ciudad Rodrigo, i Kadyksu i Ceuty (ur. 1935)
  - Paul-Emile Saadé, libański duchowny maronicki, biskup Batrun (ur. 1933)
  - Tomasz Wołek, polski dziennikarz, publicysta, komentator sportowy (ur. 1947)
- 2023:
  - Maja Georgiewa, bułgarska siatkarka (ur. 1955)
  - Walewska Moreira de Oliveira, brazylijska siatkarka (ur. 1979)
- 2024:
  - Benny Golson, amerykański saksofonista jazzowy, kompozytor, aranżer (ur. 1929)
  - Zbigniew Szczerba, polski elektrotechnik, nauczyciel akademicki, profesor nauk technicznych (ur. 1930)
  - Roman Zwiercan, polski publicysta, działacz opozycji antykomunistycznej i społeczny (ur. 1962)